# Dolmen Juan Rol I
El dolmen Juan Rol I es un dolmen situado en el municipio español de Alcántara. Es uno de los dólmenes más conocidos del conjunto arqueológico de los dólmenes de Alcántara.
Es un dolmen construido en pizarra compuesto por una cámara que conserva seis de sus siete piedras laterales originales cortadas. Posee una boca ancha con once piedras (algunas con cuencos y grabados) parcialmente restaurada en 1997.
Las dimensiones son mucho más grandes que la del adyacente dolmen Maimón II. La cámara tiene un diámetro de 2,3 metros y una altura de 1,5 m. La longitud del pasillo es de alrededor de 5,0 m y su altura de 0,9 m. La colina, que esencialmente rodeaba la cámara (pero no completamente al corredor), tenía alrededor de 8 m de diámetro.
La cámara está saqueada, lo que explica el estado de algunos ortostatos. En el nivel original del suelo había varias puntas de flecha, un gran ídolo plateado con agujeros de ojo y tiras de triángulos como decoración. Se descubrieron algunos abalorios también.
Su último uso reconocible fue durante la temprana Edad del Bronce (entre 2200 a. C. y 1900 a. C.) por la cultura del vaso campaniforme. Sus últimos usuarios dejaron sus huellas en el pasillo, cerca de la cámara, colocando una piedra transversales. En este lugar fueron colocados una taza, una placa metálica y un recipiente. Se trata de una decoración clásica de la cultura del vaso campaniforme, con la peculiaridad de que los vasos aquí carecen de decoración.
Durante las excavaciones en el suelo, se descubrieron hachas dañadas pulidas, copas, abalorios y puntas de flecha, tipológicamente reflejados en grabados de la roca.